# 101 (số)
101 (một trăm linh một) là một số tự nhiên ngay sau 100 và ngay trước 102. Đây là một số nguyên tố